# Erbajolo
Erbajolo is een gemeente in het Franse departement Haute-Corse (regio Corsica) en telt 107 inwoners (2009). De plaats maakt deel uit van het arrondissement Corte.

## Geografie
De oppervlakte van Erbajolo bedraagt 15,0 km², de bevolkingsdichtheid is dus 7,1 inwoners per km².
De onderstaande kaart toont de ligging van Erbajolo met de belangrijkste infrastructuur en aangrenzende gemeenten.

## Demografie
Onderstaande figuur toont het verloop van het inwonertal (bron: INSEE-tellingen).

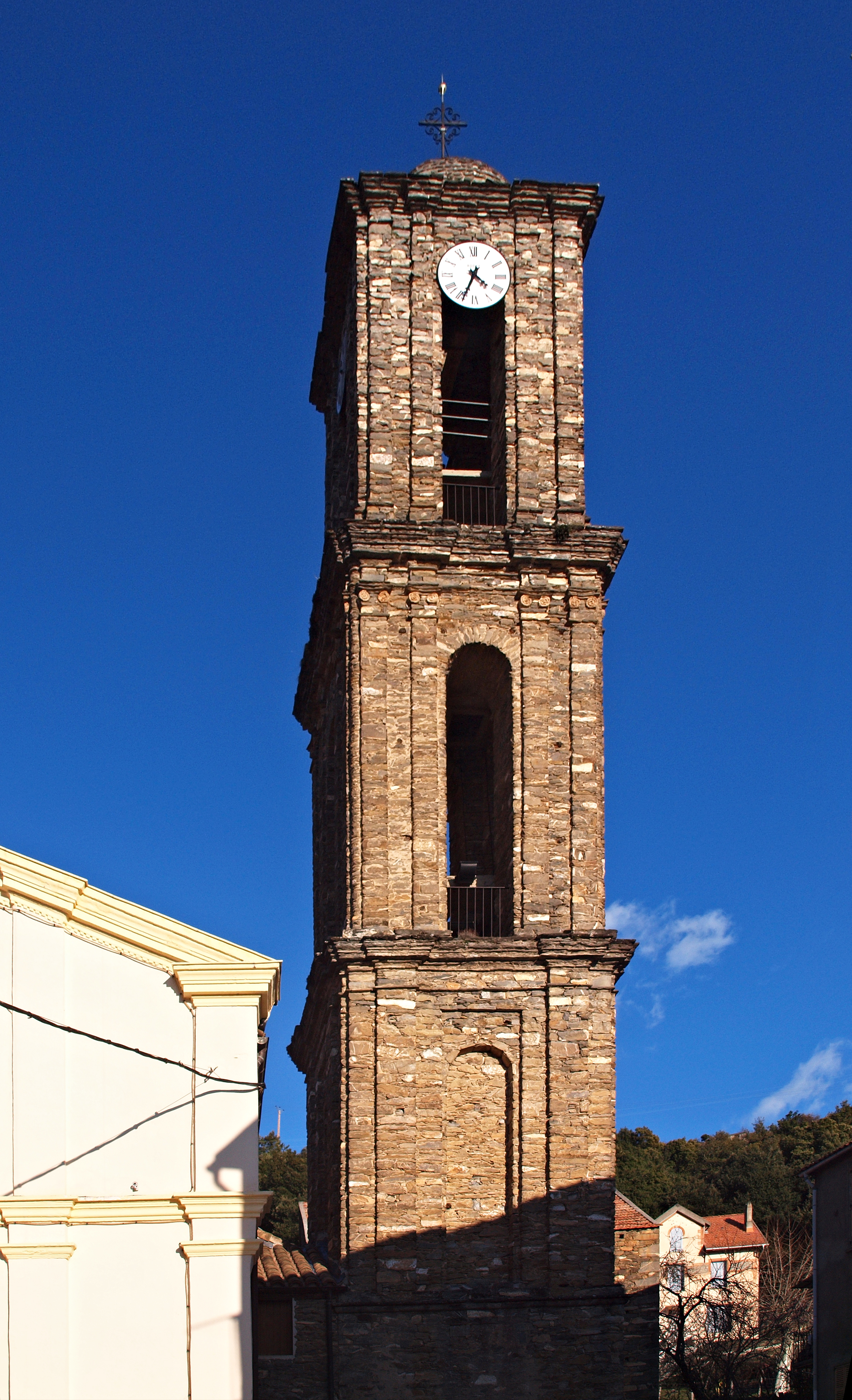
Klokkentoren van de Santa-Maria-Assuntakerk

Vanwege een beveiligingsprobleem met de MediaWiki Graph-software is het momenteel niet mogelijk deze grafiek weer te geven. Zodra de software is bijgewerkt zal de grafiek vanzelf weer zichtbaar worden.